# Мюльбахль
Мюльбахль (нім. Mühlbachl) —  громада округу Інсбрук-Ланд у землі Тіроль, Австрія.
Мюльбахль лежить на висоті  995 м над рівнем моря і займає площу  28,8 км². Громада налічує 1351 мешканців. 
Густота населення 47/км².  
|                                    |
| Мюльбахль на мапі округу та землі. |

 Адреса управління громади: Zieglstadl 32, 6143 Mühlbachl. 

## Демографія
Історична динаміка населення міста за даними сайту Statistik Austria

## Виноски
1. ↑  Dauersiedlungsraum der Gemeinden Politischen Bezirke und Bundesländer - Gebietsstand 1.1.2018 — Статистичне управління Австрії.
2. ↑  Einwohnerzahl 1.1.2018 nach Gemeinden mit Status, Gebietsstand 1.1.2018 — Статистичне управління Австрії.
3. ↑  www.muehlbachl.tirol.gv.at. Архів оригіналу за 31 грудня 2021. Процитовано 19 березня 2022.
4. ↑  Gemeindedaten von Mühlbachl. Архів оригіналу за 28 січня 2016. Процитовано 17 липня 2013.

| Австрія | Це незавершена стаття з географії Австрії. Ви можете допомогти проєкту, виправивши або дописавши її. |